# Víctor Trossero
Oscar Víctor Trossero (15. september 1953 - 12. oktober 1983) var en argentinsk fodboldspiller (angriber).
Trossero startede sin karriere i hjemlandet, og spillede for begge de to store Buenos Aires-rivaler, Boca Juniors og River Plate. Senere rejste han til Frankrig, hvor han repræsenterede FC Nantes, AS Monaco og Montpellier. Med Nantes var han med til at vinde både det franske mesterskab og pokalturneringen Coupe de France.
Trossero døde i 1983, i en alder af kun 30 år, af en hjerneblødning efter at have spillet en kamp for sin klub River Plate mod Rosario Central.

## Titler
Ligue 1
- 1980 med Nantes

Coupe de France
- 1979 med Nantes